# Azelis Group
Azelis Group - бельгійський дистриб'ютор, що спеціалізується на харчових інгредієнтах та спеціальних хімікатах, зі штаб-квартирою в Антверпені. Компанія котирується на Euronext Brussels з 2021 року і представлена в Європі, на Близькому Сході та в Африці, Азіатсько-Тихоокеанському регіоні та Америці.

## Історія
Група Azelis була створена в результаті злиття компаній Novorchem (Італія) та Arnaud (Франція) у 2001 р. У 2004 році Azelis придбала компанії Бенілюксу: Sibeco Group і Sepulchre. У 2005 році Azelis придбав хімічного дистриб'ютора Brøste з Данії. У грудні 2006 року  глобальний фінансовий дім 3i купив групу Azelis у Cognetas (тепер Motion Equity Partners) за понад 300 мільйонів євро.
Станом на 2011 рік компанія мала 36 компаній під своєю торговою маркою. У 2021 році група Azelis була зареєстрована на Euronext Brussels через IPO, залучивши 1,77 млрд євро при ринковій капіталізації 6,08 млрд євро. Агентство Bloomberg відзначило, що це було найбільше бельгійське IPO з 2007 року.
У 2022 році група Azelis здійснила 12 придбань компаній і перевищила $4 млрд обороту..